# Beta globulin
Beta globulini su grupa globularnih proteina u plazmi koji su mobilniji u alkalnim ili električno naelektrisanim rastvorima od gama globulina, a manje pokretni od alfa globulina.
Primeri beta globulina su: 
- beta-2 mikroglobulin
- plazminogen
- angiostatini
- properdin
- transferin
- Beta-1 lipoprotein (LDL)
- C3 i C4 komponente komplementa
- hemopeksin
- fibrinogen

## Spoljašnje veze
- Primeri razdvajanja proteina
- Beta-globulins на 